# Неелов, Николай Николаевич
Никола́й Никола́евич Нее́лов (15 февраля 1872 — после 1917) — русский офицер и общественный деятель, член III Государственной думы от Олонецкой губернии.

## Биография
Православный. Из потомственных дворян. Землевладелец Лодейнопольского уезда (240 десятин). Младший брат Александр — отставной офицер, олонецкий депутат в IV Думе.
Окончил 2-й кадетский корпус и Павловское военное училище (1892), выпущен офицером в 18-й пехотный Вологодский полк.
В 1893 году был переведен в артиллерию с назначением в Новогеоргиевскую крепость, где в течение пяти лет заведовал одной из крупнейших в России артиллерийской лабораторией. Совершал полеты на воздушном шаре, имел репутацию знатока артиллерийской стрельбы.
В 1897 году вышел в запас, служил земским начальником. Избирался гласным Каргопольской городской думы, Лодейнопольского уездного и Олонецкого губернского земств.
В 1907 году был избран в члены III Государственной думы от съезда землевладельцев Олонецкой губернии. Входил во фракцию «Союза 17 октября», с 3-й сессии — в группу правых октябристов. Состоял членом комиссии по народному образованию.
Дальнейшая судьба неизвестна. Был женат, имел двоих детей.